# Zacatecas (El Salvador)
Zacatecas é um município do departamento de Cuscatlán, em El Salvador.